# ساكاي تادايوكي
ساكاي تادايوكي (باليابانية: 酒井忠進؛ بالكانا: さかい ただゆき) هو ساموراي ياباني، ولد في 4 أبريل 1770، وتوفي في 12 مارس 1828.